# کسلسدورف
کسلسدورف (به آلمانی: Kesselsdorf) یک منطقهٔ مسکونی در آلمان است که در ویلزدروف واقع شده‌است. کسلسدورف ۲٬۳۷۲ نفر جمعیت دارد.

## خواهرخوانده
شهر Stamsried خواهرخواندهٔ کسلسدورف هست.